# Samsung GT-E1200 Keystone II
Samsung GT-E1200 Keystone II - бюджетный мобильный телефон компании Samsung, выпущенный в 2010 году как преемник успешного GT-E1100. 

## Описание модели
Корпус телефона обычно выполнен из черного и белого пластика, но встречаются другие цветовые решения. Сзади находится крышка, прикрывающая аккумулятор. Спереди имеются отверстия для динамика и клавиатуры. 
В отличие от предшественника, клавиатура сделана из пластика. Также появились вертикальные углубления между клавишами. Центральная кнопка увеличилась, также на ней появилась надпись "ОК". 
Как и на предшественнике, на телефоне нет камеры, диктофона и возможности передачи данных, но в телефоне появился встроенный радиоприёмник. 
Также отсутствуют отверстие для ремешка и фонарик, и теперь его функцию (как и в E1080) выполняет экран. 
Программный интерфейс почти идентичен E1080W, за исключением встроенной игры "Super Jewel Quest". В отличие от предшественника, используется более мощный аккумулятор 800 мАч и TFT-дисплей. Встречается также версия с 2 SIM-картами.

## Модификации

### Samsung GT-E1272
Является прямым наследником GT-E1150/GT-E1190. Увеличились размеры корпуса, экрана, клавиатуры, а также вместо CSTN-дисплея теперь используется TFT. Из модели убрали возможность передачи данных, а также добавили две игры - "Sudoku A+" и "Luxor Quest". В телефоне также появился встроенный радиоприёмник, а также разъёмы 3,5 мм для наушников и micro-USB для зарядки аккумулятора.